# Ханза-Бранденбург KDW
Ханза-Бранденбург KDW је немачки морнарички ловац-извиђач. Први лет авиона је извршен 1916. године. 

Највећа брзина у хоризонталном лету је износила 171 km/h. Размах крила је био 9,30 метара а дужина 7,86 метара. Маса празног авиона је износила 759 килограма а нормална полетна маса 1039 килограма. Био је наоружан са два 7,92 мм митраљеза ЛМГ 08/15 Шпандау.

## Наоружање
| Наоружање авиона: Ханза-Бранденбург |      |
| Ватрено (стрељачко) наоружање       |      |
| Топ                                 |      |
| Митраљез                            |      |
| Број и ознака митраљеза             | 2    |
| Калибар                             | 7,92 |
| Бомбардерско наоружање (бомбе)      |      |
| Ракетно наоружање (ракете)          |      |